# Велика Британія на зимових Олімпійських іграх 1952
Велика Британія брала участь у Зимових Олімпійських іграх 1952 року в Осло (Норвегія). Збірну країни представляли 18 спортсменів (8 чоловіків та 10 жінок). Прапороносцем на церемонії відкриття Олімпіади став фігурист Джон Нікс. Країна ушосте взяла участь у зимовій Олімпіаді. Британські спортсмени здобули одну золоту медаль.

## Медалісти
| Медаль | Ім'я            | Вид спорту      | Дисципліна               |
| ------ | --------------- | --------------- | ------------------------ |
| Золото | Жаннет Альтвегг | Фігурне катання | одиночне катання (жінки) |

## Спортсмени
Кількість спортсменів, що взяли участь в Іграх, за видами спорту.
| Вид спорту          | Чоловіки | Жінки | Загалом |
| ------------------- | -------- | ----- | ------- |
| Гірськолижний спорт | 3        | 4     | 7       |
| Ковзанярський спорт | 3        | 0     | 3       |
| Фігурне катання     | 2        | 6     | 8       |
| Загалом             | 8        | 10    | 18      |

## Гірськолижний спорт
У гірськолижних змаганнях брали участь 14 британських спортсменів (9 чоловіків та 5 жінок) у 6 дисциплінах. Загалом британські гірськолижники не показали хороших результатів і в жодній з дисциплін не увійшли навіть у першу двадцятку. Найкращі результати показали жінки - 24 місце у Гіларі Лейнг у слаломі та гігантському слаломі.
| Спортсмен           | Дисципліна                    | Спуск 1 | Спуск 1 | Спуск 2    | Спуск 2    | Всього          | Всього     |
| Спортсмен           | Дисципліна                    | Час     | Місце   | Час        | Місце      | Час             | Місце      |
| ------------------- | ----------------------------- | ------- | ------- | ---------- | ---------- | --------------- | ---------- |
| Ноель Гаррісон      | швидкісний спуск (чоловіки)   |         |         |            |            | 3:21.5          | 58         |
| Джон Боягіс         | швидкісний спуск (чоловіки)   |         |         |            |            | 2:55.6          | 39         |
| Ноель Гаррісон      | гігантський слалом (чоловіки) |         |         |            |            | 3:24.1          | 74         |
| Руперт де Ларрінага | гігантський слалом (чоловіки) |         |         |            |            | 3:16.9          | 71         |
| Джон Боягіс         | гігантський слалом (чоловіки) |         |         |            |            | 2:52.5          | 43         |
| Ноель Гаррісон      | слалом (чоловіки)             | DNF     | –       | не пройшов | не пройшов | не пройшов      | не пройшов |
| Джон Боягіс         | слалом (чоловіки)             | 1:08.3  | 37      | не пройшов | не пройшов | не пройшов      | не пройшов |
| Вора Макінтош       | швидкісний спуск (жінки)      |         |         |            |            | дискваліфікація | –          |
| Гіларі Лейнг        | швидкісний спуск (жінки)      |         |         |            |            | дискваліфікація | –          |
| Фіона Кемпбелл      | швидкісний спуск (жінки)      |         |         |            |            | 2:26.1          | 33         |
| Шина Макінтош       | швидкісний спуск (жінки)      |         |         |            |            | 1:58.6          | 26         |
| Вора Макінтош       | гігантський слалом (жінки)    |         |         |            |            | 2:57.1          | 38         |
| Фіона Кемпбелл      | гігантський слалом (жінки)    |         |         |            |            | 2:39.8          | 36         |
| Шина Макінтош       | гігантський слалом (жінки)    |         |         |            |            | 2:22.5          | 28         |
| Гіларі Лейнг        | гігантський слалом (жінки)    |         |         |            |            | 2:20.7          | 24         |
| Шина Макінтош       | слалом (жінки)                | 1:16.2  | 30      | 1:13.2     | 28         | 2:29.4          | 28         |
| Гіларі Лейнг        | слалом (жінки)                | 1:13.7  | 22      | 1:14.2     | 30         | 2:27.9          | 24         |

## Ковзанярський спорт
На Іграх країну представляли 3 ковзаняри у 4 дисциплінах. Найкращий результат показав Джон Гірн — 10 місце на дистанції 10 000 м (серед 30-ти учасників). Також він зайняв 17 місце на дистанції 5000 метрів. Можна також відзначити результати Нормана Голуелла: 14-сходинка на дистанції 1500 м (серед 39 учасників), 16-та сходина на 5000 метрів (з 35 учасників) та 15 сходинка на 10000 метрів (з 30-ти учасників).
| Дисципліна         | Спортсмен      | Час     | Місце |
| ------------------ | -------------- | ------- | ----- |
| 500 м (чоловіки)   | Білл Джонс     | 46.9    | 34    |
| 500 м (чоловіки)   | Норман Голуелл | 45.4    | 21    |
| 1500 м (чоловіки)  | Джон Гірн      | 2:40.1  | 38    |
| 1500 м (чоловіки)  | Білл Джонс     | 2:32.2  | 35    |
| 1500 м (чоловіки)  | Норман Голуелл | 2:24.5  | 14    |
| 5000 м (чоловіки)  | Білл Джонс     | 9:03.7  | 31    |
| 5000 м (чоловіки)  | Джон Гірн      | 8:47.0  | 17    |
| 5000 м (чоловіки)  | Норман Голуелл | 8:44.5  | 16    |
| 10000 м (чоловіки) | Норман Голуелл | 18:02.4 | 15    |
| 10000 м (чоловіки) | Джон Гірн      | 17:41.5 | 10    |

## Фігурне катання
На змаганнях з фігурного катання Велику Британію представляли 8 спортсменів: 4 фігуристки змагалися в одиночному катанні та два дуети в парному. У жіночому катанні Жаннет Альтвегг здобула золоту медаль (єдина медаль Британії та цій Олімпіаді). Інші учасники цієї дисципліни показали такі результати: Барбара Ваєтт — 7 місце, Вальда Осборн — 11 місце, Патрисія Девріс — 17 місце (всього у дисципліні змагалося 25 фігуристок). У парному катанні сестра та брат Дженніфер Нікс та Джон Нікс зупинилися за крок від здобуття медалі, посівши 4 місце. Інша пара, Пері Горн і Реймонд Локвуд, зайняли 11 місце (серед 13-ти учасників).
| Спортсмени               | Змагання                 | CF | FS | Бали    | Places | Місце |
| ------------------------ | ------------------------ | -- | -- | ------- | ------ | ----- |
| Патрисія Девріс          | одиночне катання (жінки) | 14 | 20 | 132.811 | 148    | 17    |
| Вальда Осборн            | одиночне катання (жінки) | 7  | 13 | 144.767 | 89     | 11    |
| Барбара Ваєтт            | одиночне катання (жінки) | 5  | 11 | 148.378 | 63     | 7     |
| Жаннет Альтвегг          | одиночне катання (жінки) | 1  | 4  | 161.756 | 14     | 1     |
| Пері Горн Реймонд Локвуд | парне катання            |    |    | 9.133   | 94     | 11    |
| Дженніфер Нікс Джон Нікс | парне катання            |    |    | 10.600  | 39     | 4     |